# An Nguyên lộ quáng công nhân câu lạc bộ chi ca
An Nguyên lộ quáng công nhân câu lạc bộ chi ca (Trung văn:安源路矿工人俱乐部之歌| dịch nghĩa: Bài hát câu lạc bộ công nhân mỏ khoáng An Nguyên) còn được gọi là "Công hữu ca" (Bài ca công nhân),"Lao công thần thánh" (Thần công lao động) do Thời Nhạc Mông biên soạn.。
Bài hát ca ngợi của đình công của công nhân mỏ khai khoáng An Nguyên và đường sắt Chu Bình tháng 9 năm 1922 do Đảng Cộng sản Trung Quốc lãnh đạo, và cho thấy vai trò và sức mạnh của giai cấp công nhân trong cách mạng Trung Quốc.

## Lời bài hát
| Trung văn 被污辱的是我劳工, 被压迫的是我劳工. 世界啊, 我们来创造, 压迫啊, 我们来解除. 创造世界除压迫, 显出我们的威风. 联合我劳工, 团结我劳工, 劳工, 劳工, 应做世界主人翁. 应做世界主人翁. | Âm Hán-Việt Bị ô nhục đích thị ngã lao công, Bị áp bách đích thị ngã lao công. Thế giới a, ngã môn lai sáng tạo, Áp bách a, ngã môn lai giải trừ. Sáng tạo thế giới trừ áp bách, Hiển xuẩt ngã môn đích uy phong. Liên hợp ngã lao công, đoàn kết ngã lao công, Lao công, lao công, ưng tố thế giới chủ nhân ông. Ưng tố thế giới chủ nhân ông. | Dịch nghĩa Bị nhục nhã chính là công nhân chúng ta, Bị áp bức chính là công nhân chúng ta. Hỡi thế giới, chúng ta sẽ lập ra, Hới áp bức, chúng ta sẽ xóa bỏ. Lập ra thế giới xóa áp bức, Thể hiện oai phong của chúng ta. Chúng ta công nhân liên minh, chúng ta công nhân đoàn kết. Công nhân, công nhân, sẽ làm chủ thế giới. Sẽ làm chủ thế giới |

## Sử dụng và sửa đổi
Đây là bài hát thứ ba trong số 34 bài hát trong sử thi ca múa nhạc "Đông phương hồng", chương trình thứ năm và là bài hát thứ hai chương trình "Bình minh phương Đông".

## Sự kiện liên quan
Cuộc bãi công công nhân mỏ và đường sắt An Nguyên là một phong trào bãi công quy mô lớn do Đảng Cộng sản Trung Quốc tổ chức trong những ngày đầu thành lập. Vào ngày 14 tháng 9 năm 1922, công nhân tại mỏ và đường sắt An Nguyên đình công để yêu cầu công nhận quyền đại diện cho công nhân của công đoàn và tăng lương. Cơ quan quản lý đường sắt và mỏ đã cấu kết với giới quân phiệt để đưa quân đến tìm cách đàn áp. Dưới sự lãnh đạo của những người cộng sản Lưu Thiếu Kỳ và Lý Lập Tam, hơn 17,000 công nhân đã chiến đấu anh dũng, buộc các cơ quan quản lý đường và mỏ phải chấp nhận hầu hết các điều kiện mà công nhân đưa ra, và cuộc đình công đã thắng lợi vào ngày 18/9/1922. Thắng lợi của cuộc bãi công đã thể hiện sức mạnh to lớn của giai cấp công nhân Trung Quốc.